# Deutsche Kanurennsport-Nationalmannschaft

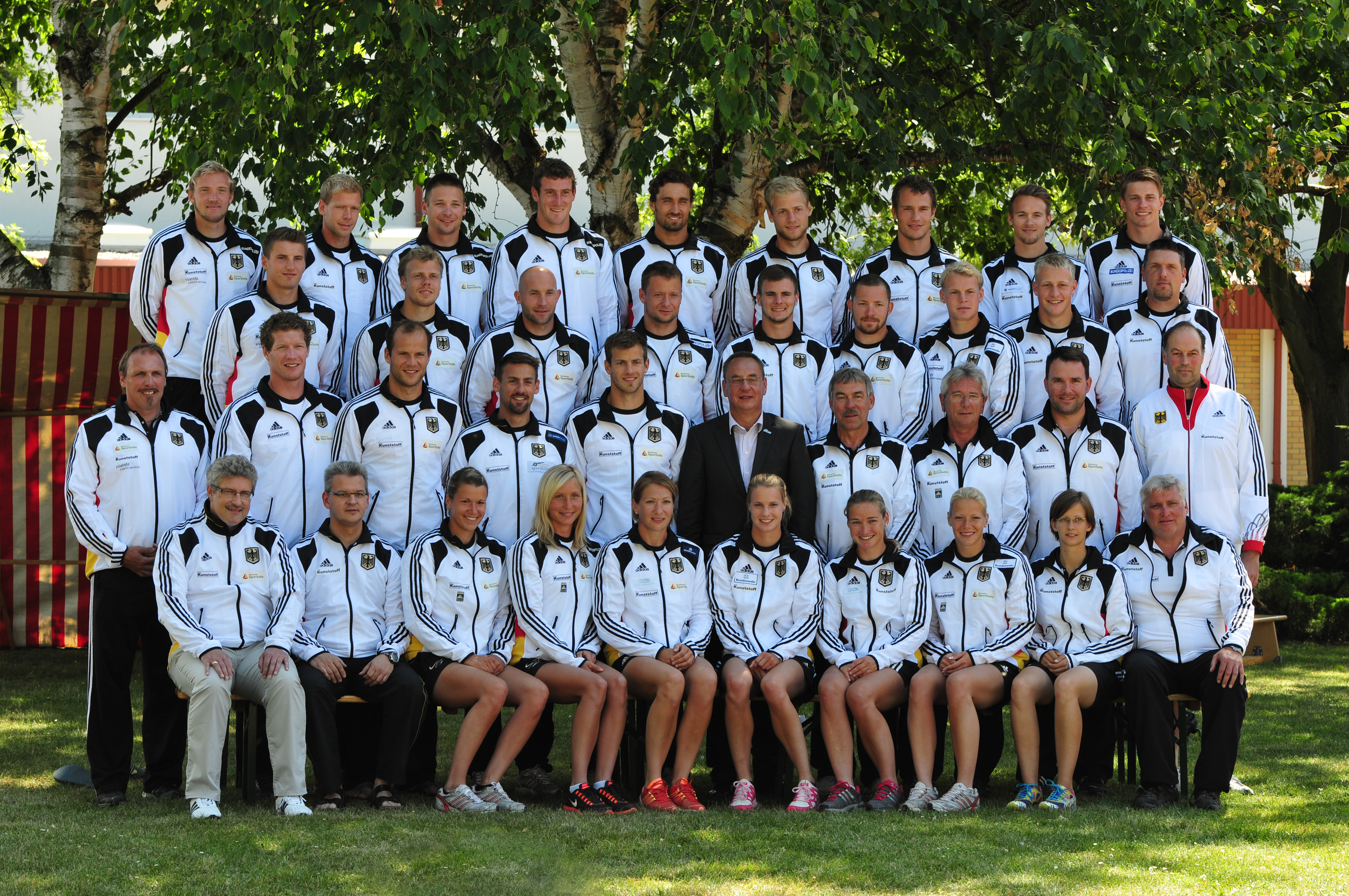
Deutsche Kanurennsport-Nationalmannschaft 2013 in Kienbaum

Die deutsche Kanurennsport-Nationalmannschaft ist die Auswahlmannschaft des Deutschen Kanu-Verbandes bei internationalen Wettkämpfen im Kanurennsport. Sie wird jährlich im Frühjahr (April/Mai) auf der Basis von Qualifikationsveranstaltungen neu gebildet. Über die genaue Einsatzkonzeption entscheidet der Chef-Bundestrainer kurz vor dem Wettkampf.
Seit der deutschen Wiedervereinigung ist die Mannschaft das erfolgreichste Kanuteam der Welt und erzielte bei Olympischen Spielen und Kanu-Weltmeisterschaften zahlreiche Siege und Medaillen. Erfolgreichste Titelkämpfe für das Team waren die Olympischen Spiele 1992 in Barcelona mit sechs Olympiasiegen und die Kanurennsport-Weltmeisterschaften 2005 in Zagreb, bei der das deutsche Team in 10 der 27 Disziplinen siegen konnte.
Chef-Bundestrainer war bis 2016 Reiner Kießler, seitdem ist DKV-Sportdirektor Jens Kahl gleichzeitig auch als Cheftrainer tätig.

## Nationalmannschaft 2016

### Mannschaftsaufstellung Olympische Spiele 2016
Zu den Olympischen Sommerspielen 2016 in Rio de Janeiro trat die Mannschaft mit folgender Besetzung an:

#### Kajak-Herren
- Einer-Kajak 200 m Ronald Rauhe
- Zweier-Kajak 200 m Tom Liebscher / Ronald Rauhe

- Einer-Kajak 1000 m Max Hoff
- Zweier-Kajak 1000 m Marcus Groß / Max Rendschmidt
- Vierer-Kajak 1000 m Marcus Groß / Max Rendschmidt / Max Hoff / Tom Liebscher

#### Kajak-Damen
- Einer-Kajak 200 m Conny Waßmuth
- Einer-Kajak 500 m Franziska Weber
- Zweier-Kajak 500 m Franziska Weber / Tina Dietze
- Vierer-Kajak 500 m Sabrina Hering / Franziska Weber / Tina Dietze / Steffi Kriegerstein

#### Canadier-Herren
- Einer-Canadier 200 m Stefan Kiraj
- Einer-Canadier 1000 m Sebastian Brendel
- Zweier-Canadier 1000 m Sebastian Brendel / Jan Vandrey

## Nationalmannschaft 2012

### Mannschaftsaufstellung Olympische Spiele 2012
Zu den Olympischen Sommerspielen 2012 in London (Großbritannien) tritt die Mannschaft mit folgender Besetzung an:

#### Kajak-Herren
- Einer-Kajak 200 m Ronald Rauhe
- Zweier-Kajak 200 m Jonas Ems / Ronald Rauhe

- Einer-Kajak 1000 m Max Hoff
- Zweier-Kajak 1000 m Martin Hollstein / Andreas Ihle
- Vierer-Kajak 1000 m Marcus Groß / Norman Bröckl / Max Hoff / Tim Wieskötter

#### Kajak-Damen
- Einer-Kajak 200 m Silke Hörmann

- Einer-Kajak 500 m Katrin Wagner-Augustin
- Zweier-Kajak 500 m Franziska Weber / Tina Dietze
- Vierer-Kajak 500 m Carolin Leonhardt / Franziska Weber / Tina Dietze / Katrin Wagner-Augustin

#### Canadier-Herren
- Einer-Canadier 200 m Sebastian Brendel
- Einer-Canadier 1000 m Sebastian Brendel
- Zweier-Canadier 1000 m Peter Kretschmer / Kurt Kuschela

## Nationalmannschaft 2011

### Mannschaftsaufstellung WM 2011
Zu den Kanurennsport-Weltmeisterschaften 2011 in Szeged (Ungarn) trat die Mannschaft mit folgender Besetzung an:

#### Kajak-Herren
- Einer-Kajak 200 m Ronald Rauhe
- Zweier-Kajak 200 m Jonas Ems / Ronald Rauhe
- Einer-Kajak 4 × 200 m Staffel Jonas Ems / Marcus Groß / Tom Liebscher / Ronald Rauhe

- Einer-Kajak 500 m Paul Mittelstedt
- Zweier-Kajak 500 m Kostja Stroinski / Hendrik Bertz

- Einer-Kajak 1000 m Max Hoff
- Zweier-Kajak 1000 m Martin Hollstein / Andreas Ihle
- Vierer-Kajak 1000 m Norman Bröckl / Max Hoff / Paul Mittelstedt / Robert Gleinert

- Einer-Kajak 5000 m Max Hoff

#### Kajak-Damen
- Einer-Kajak 200 m Nicole Reinhardt
- Zweier-Kajak 200 m Carolin Leonhardt / Conny Waßmuth
- Einer-Kajak 4 × 200 m Staffel Nicole Reinhardt / Carolin Leonhardt / Conny Waßmuth / Tina Dietze

- Einer-Kajak 500 m Nicole Reinhardt
- Zweier-Kajak 500 m Franziska Weber / Tina Dietze
- Vierer-Kajak 500 m Carolin Leonhardt / Silke Hörmann / Franziska Weber / Tina Dietze

- Zweier-Kajak 1000 m Debora Niche / Anne Knorr
- Einer-Kajak 5000 m Debora Niche

#### Canadier-Herren
- Einer-Canadier 200 m Sebastian Brendel
- Zweier-Canadier 200 m Björn Wäschke / Stefan Kiraj
- Einer-Canadier 4 × 200 m Staffel Sebastian Brendel / Stefan Holtz / Björn Wäschke / Stefan Kiraj

- Zweier-Canadier 500 m Peter Kretschmer / Kurt Kuschela

- Einer-Canadier 1000 m Sebastian Brendel
- Zweier-Canadier 1000 m Stefan Holtz / Tomasz Wylenzek

- Einer-Canadier 5000 m Kurt Kuschela

#### Canadier-Damen
- Einer-Canadier 200 m Lydia Weber

## Nationalmannschaft 2009

### Mannschaftsaufstellung WM 2009
Zu den Kanurennsport-Weltmeisterschaften 2009 in Dartmouth (Kanada) trat die Mannschaft mit folgender Besetzung an:

#### Kajak-Herren
- Einer-Kajak 200 m Ronald Rauhe
- Zweier-Kajak 200 m Jonas Ems / Torsten Lubisch
- Vierer-Kajak 200 m Lutz Altepost / Norman Bröckl / Tim Wieskötter / Björn Goldschmidt
- Einer-Kajak 4 × 200 m Staffel Jonas Ems / Torsten Lubisch / Norman Bröckl / Ronald Rauhe

- Einer-Kajak 500 m Ronald Rauhe
- Zweier-Kajak 500 m Marcus Groß / Hendrik Bertz

- Einer-Kajak 1000 m Max Hoff
- Zweier-Kajak 1000 m Sebastian Lindner / Norman Zahm
- Vierer-Kajak 1000 m Lutz Altepost / Norman Bröckl / Tim Wieskötter / Björn Goldschmidt

#### Kajak-Damen
- Einer-Kajak 200 m Conny Waßmuth
- Zweier-Kajak 200 m Fanny Fischer / Nicole Reinhardt
- Vierer-Kajak 200 m Carolin Leonhardt / Conny Waßmuth / Katrin Wagner-Augustin / Tina Dietze
- Einer-Kajak 4 × 200 m Staffel Nicole Reinhardt / Fanny Fischer / Katrin Wagner-Augustin / Conny Waßmuth

- Einer-Kajak 500 m Katrin Wagner-Augustin
- Zweier-Kajak 500 m Fanny Fischer / Nicole Reinhardt
- Vierer-Kajak 500 m Carolin Leonhardt / Nicole Reinhardt / Katrin Wagner-Augustin / Tina Dietze

- Einer-Kajak 1000 m Franziska Weber
- Zweier-Kajak 1000 m Carolin Leonhardt / Tina Dietze

#### Canadier-Herren
- Einer-Canadier 200 m Sebastian Brendel
- Zweier-Canadier 200 m Robert Nuck / Stefan Holtz
- Vierer-Canadier 200 m Chris Wend / Thomas Lück / Ronald Verch / Erik Rebstock
- Einer-Canadier 4 × 200 m Staffel Sebastian Brendel / Robert Nuck / Stefan Holtz / Thomas Lück

- Einer-Canadier 500 m Sebastian Brendel
- Zweier-Canadier 500 m Robert Nuck / Stefan Holtz

- Einer-Canadier 1000 m Sebastian Brendel
- Zweier-Canadier 1000 m Erik Leue / Tomasz Wylenzek
- Vierer-Canadier 1000 m Chris Wend / Thomas Lück / Ronald Verch / Erik Rebstock

### Mannschaftsaufstellung EM 2009
Zu den Kanurennsport-Europameisterschaften 2009 in Brandenburg an der Havel trat die Mannschaft mit folgender Besetzung an:

#### Kajak-Herren
- Einer-Kajak 200 m Jonas Ems (2. Platz)
- Zweier-Kajak 200 m Ronald Rauhe / Tim Wieskötter (8. Platz)
- Vierer-Kajak 200 m Marcus Groß / Hendrik Bertz / Martin Hollstein / Torsten Lubisch (5. Platz)
- Einer-Kajak 4 × 200 m Staffel Jonas Ems / Torsten Lubisch / Norman Bröckl / Ronald Rauhe (2. Platz)

- Einer-Kajak 500 m Ronald Rauhe (2. Platz)
- Zweier-Kajak 500 m Marcus Groß / Hendrik Bertz (3. Platz)

- Einer-Kajak 1000 m Max Hoff (1. Platz)
- Zweier-Kajak 1000 m Sebastian Lindner / Norman Zahm (3. Platz)
- Vierer-Kajak 1000 m Lutz Altepost / Norman Bröckl / Torsten Eckbrett / Björn Goldschmidt (4. Platz)

#### Kajak-Damen
- Einer-Kajak 200 m Conny Waßmuth (5. Platz)
- Zweier-Kajak 200 m Fanny Fischer / Nicole Reinhardt (1. Platz)
- Vierer-Kajak 200 m Carolin Leonhardt / Conny Waßmuth / Katrin Wagner-Augustin / Tina Dietze (1. Platz)
- Einer-Kajak 4 × 200 m Staffel Nicole Reinhardt / Fanny Fischer / Katrin Wagner-Augustin / Conny Waßmuth (1. Platz)

- Einer-Kajak 500 m Katrin Wagner-Augustin (2. Platz)
- Zweier-Kajak 500 m Fanny Fischer / Franziska Weber (3. Platz)
- Vierer-Kajak 500 m Carolin Leonhardt / Nicole Reinhardt / Katrin Wagner-Augustin / Tina Dietze (1. Platz)

- Einer-Kajak 1000 m Franziska Weber (2. Platz)
- Zweier-Kajak 1000 m Conny Waßmuth / Judith Hörmann (5. Platz)

#### Canadier-Herren
- Einer-Canadier 200 m Sebastian Brendel (5. Platz)
- Zweier-Canadier 200 m Robert Nuck / Stefan Holtz (3. Platz)
- Vierer-Canadier 200 m Chris Wend / Thomas Lück / Björn Wäschke / Erik Rebstock (5. Platz)
- Einer-Canadier 4 × 200 m Staffel Robert Nuck / Stefan Holtz / Chris Wend / Sebastian Brendel (2. Platz)

- Einer-Canadier 500 m Sebastian Brendel (3. Platz)
- Zweier-Canadier 500 m Robert Nuck / Stefan Holtz (1. Platz)

- Einer-Canadier 1000 m Sebastian Brendel (2. Platz)
- Zweier-Canadier 1000 m Erik Leue / Tomasz Wylenzek (2. Platz)
- Vierer-Canadier 1000 m Chris Wend / Thomas Lück / Ronald Verch / Erik Rebstock (1. Platz)